# Nemcia plicata
Nemcia plicata là một loài thực vật có hoa trong họ Đậu. Loài này được (Turcz.) Crisp mô tả khoa học đầu tiên.